# Liste du patrimoine immobilier classé d'Ouffet
Cette page regroupe l'ensemble du patrimoine immobilier classé de la ville belge d'Ouffet.
| Objet | Année de construction / Architecte | Adresse       | Section communale | Coordonnées                      | Numéro d’inventaire | Illustration                                                                                               |
| --- | ---------------------------------- | ------------- | ----------------- | -------------------------------- | ------------------- | --- |
| Tour de Justice d'Ouffet : donjon, dit ancienne cour de justice (façades et toitures) (M) et alentours (S) |                                    | Rue du Perron |                   | 50° 26′ 13″ nord, 5° 28′ 00″ est | 61048-CLT-0002-01   | Tour de Justice d'Ouffet : donjon, dit ancienne cour de justice (façades et toitures) (M) et alentours (S) |
| Donjon de Lizin                                                                                            |                                    |               |                   | 50° 27′ 25″ nord, 5° 27′ 43″ est | 61048-CLT-0003-01   | Donjon de Lizin                                                                                            |
| Pierre au sacrement (M) et le chemin de Messe (S) (+ CLAVIER/Clavier, Pair)                                |                                    |               |                   | 50° 26′ 39″ nord, 5° 24′ 09″ est | 61048-CLT-0004-01   | Image manquanteTéléverser                                                                                  |